# Chrysis zetterstedti
Chrysis zetterstedti — оса з родини ос-блискіток (Chrysididae)

## Синоніми
Деякі автори розглядали C. zetterstedti як синонім чи підвид C. fasciata Olivier, 1790. Молекулярні та морфологічні дослідження показали, що C. zetterstedti, найвірогідніше, є самостійним видом.

## Поширення
Транспалеарктичний: від Північної Європи до Сибіру.

## Хазяї
Невідомі, можливо оса-евменіна Euodynerus notatus (Jurine) (Hymenoptera, Vespidae: Eumeninae).